# アイドリング!!! @はちたまライブ '09 SPRING
『アイドリング!!! @はちたまライブ '09 SPRING』（アイドリング アットはちたまライブ にせんきゅう スプリング）は、アイドリング!!!のライブDVD。発売元:フジテレビ映像企画部。販売元:ポニーキャニオン。

## 概要
- 2009年4月より通常コンサートとは別に「はちたまライブ」と銘打ったライブ活動をフジテレビ球体展望室はちたまで開始。
- 2009年7月に行われたアイドリング!!! @はちたまライブSP in 大磯ロングビーチを中心に4月、5月、6月に行われたライブの中からCS放送に収まらなかった放送終了後の様子を収めたライブDVD。
- 封入特典オリジナルポストカード（3パターンの内1パターン封入）

## 収録曲

### 4月
1. 犯人はあなたです♡
2. Stay with me
3. Like a Shooting Star

### 5月
1. NA・GA・RA
2. 果汁30%オレンジジュースつぶつぶ入り
3. 百花繚乱アイドリング!!!

### 6月
1. baby blue
2. Stay with me
3. 犯人はあなたです♡
4. Like a Shooting Star

### 大磯ロングビーチ
1. 乙女心の自由型
2. モテ期のうた
3. 果汁30%オレンジジュースつぶつぶ入り
4. 無条件☆幸福
5. 海へ行こう〜Love Beach Love〜
6. Like a Shooting Star with まいぷるのウクレレ
7. 夏休みは終わらない
8. 草食系カーニバル
9. 百花繚乱アイドリング!!!
10. ガンバレ乙女(笑)
11. モテ期のうた season2
12. baby blue
13. 恋ゴコロ
14. 告白
15. レモンドロップ
16. 無条件☆幸福